# Alain Brunn
Alain Brunn (1976) è uno scrittore e saggista francese, esperto nella letteratura morale francese del XVII secolo.

## Biografia
Dopo gli studi nella École Normale Supérieure de la rue d'Ulm a Parigi, ha ottenuto l'agrégation di letteratura, e ha pubblicato molti saggi sul concetto di autore e sui moralisti francesi del Seicento. Ha curato le edizioni delle Lettres portugaises  di Guilleragues (Paris, Flammarion, 2009) e di opere di La Rochefoucauld (Paris, Garnier, 2001).

## Opere principali
- L'auteur, introduction, choix de textes, commentaires, vade-mecum et bibliographie, Paris, Flammarion, 2001
- Mesure et démesure, Paris, Flammarion, 2003
- L'animal et l'homme,  Paris, Flammarion, 2004
- La recherche du bonheur, Paris, Flammarion, 2005
- Le Laboratoire moraliste, Paris, PUF, 2009